# 李鸿志
李鸿志（1937年5月31日—），男，天津人，中国弹道专家，中国工程院院士，南京理工大学教授，曾任南京理工大学校长。

## 生平
1961年8月，毕业于炮兵工程学院。
1994年，当选中国工程院院士。1988年至2000年，担任南京理工大学校长。